# Autumn Durald
Autumn Durald (Oxnard, 14 dicembre 1979) è una direttrice della fotografia statunitense.

## Biografia
Cresciuta nella San Francisco Bay Area, Autumn Durald ha studiato storia dell'arte alla Loyola Marymount University. Ha lavorato in campo pubblicitario e poi come assistente operatore in produzioni cinematografiche. Si è laureata in fotografia cinematografica all'American Film Institute (AFI) Conservatory nel 2009.
Il suo primo impiego professionale come direttrice della fotografia è stato nel film indipendente del 2009 Macho, girato con alcuni compagni di corso dell'AFI. Nel 2013 ha curato la fotografia del film Palo Alto di Gia Coppola, con cui ha collaborato più volte, così come col regista Spike Jonze. Nel 2014, la rivista Variety l'ha inserita nella propria lista dei "10 direttori della fotografia da tenere d'occhio" e in quella dei "talenti più promettenti dietro la macchina da presa". Lo stesso anno, Indiewire ha inserito a sua volta Durald nella propria lista dei "direttori della fotografia in ascesa da tenere d'occhio".
È sposata dal 2015 con Adam Arkapaw, anch'esso un direttore della fotografia, col quale ha avuto un figlio.

## Filmografia

### Cinema
- Macho, regia di Rafael Palacio Illingworth (2009)
- Miss This at Your Peril, regia di Brent King - cortometraggio (2010)
- Guerrilla Garden, regia di Rafael Palacio Illingworth - cortometraggio (2010)
- We Know Where We're Going!, regia di Ben Greenblatt - cortometraggio (2010)
- Man in a Room, regia di Rafael Palacio Illingworth - cortometraggio (2010)
- White Gloves, regia di Courtney Stephens - cortometraggio (2011)
- Guadalupe the Virgin, regia di Victoria Giordana (2011)
- Bee, regia di Raphael Hitzke - cortometraggio (2011)
- Casino Moon, regia di Gia Coppola - cortometraggio (2012)
- The Gallerina, regia di Aaron Rose - cortometraggio (2012)
- K.I.T., regia di Michelle Morgan - cortometraggio (2013)
- Palo Alto, regia di Gia Coppola (2013)
- Fruits de mer, regia di Hala Matar - cortometraggio (2014)
- Desire, regia di Hala Matar - cortometraggio (2015)
- One & Two, regia di Andrew Droz Palermo (2015)
- The Reflektor Tapes, regia di Kahlil Joseph - documentario (2015)
- The Good Time Girls, regia di Courtney Hoffman - cortometraggio (2017)
- Untogether, regia di Emma Forrest (2018)
- Teen Spirit - A un passo dal sogno (Teen Spirit), regia di Max Minghella (2018)
- Il sole è anche una stella (The Sun Is Also a Star), regia di Ry Russo-Young (2019)
- La storia dei Beastie Boys (Beastie Boys Story), regia di Spike Jonze - documentario (2020)
- Nessuno di speciale (Mainstream), regia di Gia Coppola (2020)
- Black Panther: Wakanda Forever, regia di Ryan Coogler (2022)
- The Last Showgirl, regia di Gia Coppola (2024)
- I peccatori (Sinners), regia di Ryan Coogler (2025)

### Televisione
- Aziz Ansari: Right Now – film TV, regia di Spike Jonze (2019)
- Loki – serie TV, 6 episodi (2021)

### Video musicali
- Primetime – Janelle Monáe (2013)
- Falling – Haim (2013)
- Desert Days – Haim (2013)
- Strong – London Grammar (2013)
- Lovers in the Parking Lot – Solange Knowles (2013)
- Afterlife (LIVE) – Arcade Fire (2014)
- Ashley – Big Sean feat. Miguel (2014)
- You're Not Good Enough – Blood Orange (2014)
- Power Is Power – SZA, The Weeknd e Travis Scott (2019)